# Georg Simon Löhlein
Œuvres principales
Clavier-Schule, Eine Anweisung zum Violinspielen
Georg Simon Löhlein (baptisé le 16 juillet 1725 à Neustadt an der Haide ; décédé 16 décembre 1781 à Dantzig) est un pianiste, violoniste, pédagogue de musique, maître de chapelle et compositeur allemand, réputé pour sa Clavier-Schule, une méthode d'enseignement du piano. 

## Biographie
Löhlein naît à Neustadt an der Haide, renommé plus tard en Neustadt bei Coburg. Il reçoit sa formation musicale de son père Johann Michael († 1765), lui-même organiste et enseignant à Neustadt.  Dès sa jeunesse, il est réputé comme excellent pianiste et violoniste. En 1742, lors d'un voyage à Copenhague, il est arrêté à Potsdam par les recruteurs de l'armée prussienne et incorporé de force au régiment de la garde de Frédéric-Guillaume Ier de Prusse, dont les membres devaient avoir une taille proche de 1 mètre 90. 
Pendant quinze ans, Löhlein est grenadier. Il est laissé pour mort sur le champ de bataille de Gollin, le 18 juin 1757. Recueilli par les troupes autrichiennes, il est soigné et rentre chez lui en 1758. Il reprend l'exercice de la musique et s'inscrit en 1760 à l'université d'Iéna, où il se fait un nom comme harpiste. En 1761, il prend en charge la direction du Collegium Musicum à la suite du départ pour Weimar du directeur précédent. À partir de 1763, il travaille à  Leipzig comme pianiste soliste et comme premier violon de l'orchestre du Gewandhaus. Il complète ses activités par l'enseignement. 
En 1768, il fonde une organisation de concerts appelée  Tonkünstler et qui « produit toutes les semaines un concert d'amateurs assuré par ses élèves ». Il compose de nombreuses œuvres, des trios, quatuors, des sonates et concertos, les réalise lui-même sur des plaques de cuivre, et répare d'anciens violons. Malgré un succès certain à Leipzig, il accepte une nomination en 1781 comme Kapellmeister de l'église Sainte-Marie de Gdańsk. Mais le climat humide de l'église provoque des maladies à répétitions et il meurt peu de temps après le début de son entrée en service.

## Œuvres
L'œuvre la plus importante de Löhlein est sa Clavier-Schule. Dans sa construction, elle est proche de la méthode de Quantz ou de C. Ph. E. Bach. Mais contrairement au Versuch de Bach, c'est pour des non-professionnels, voire des débutants qu'elle est conçue et auxquels elle s'adresse. Sa méthode de piano a été très appréciée et largement répandue  : elle a été imprimée à 7000 exemplaires, en quatre éditions entre 1765 et 1782. Complétée par un deuxième volume, paru en 1781, sa méthode a eu une influence considérable. Elle a été remaniée en 1791 par le compositeur Johann Georg Witthauer (1751-1802) et rééditée  en 1804 et 1809 par le Thomaskantor August Eberhard Müller, puis en 1825 par Carl Czerny et finalement par Yvan Knorr, en 1845. La méthode a aussi été traduite en néerlandais et en russe.
Löhlein rédigé également, en 1774, une méthode pour violon, intitulée Eine Anweisung zum Violinspielen, vue comme un complément à la méthode Versuch einer gründlichen Violinschule de Leopold Mozart. Sa troisième édition, remaniée par Johann Friedrich Reichardt, a été publiée en 1797. Elle est toujours employée, en facsimilé dans l'étude de la pratique baroque du jeu du violon.
Les compositions de Löhlein comportent notamment Sei Partite per il Clavicembalo, op. I (1766), Sei Partite per il clavicembalo op. III (1770). Sa musique doit être vue comme une illustration de ses propos de pédagogue. 
En 1769, Löhlein rencontre Johann Wolfgang von Goethe par l'entremise de l'éditeur Bernhard Theodor Breitkopf. Il compose la musique du Neujahrslied (« chanson du nouvel an »). C'est la première adaptation musicale d'une œuvre de Goethe.

## Source
- (de) Cet article est partiellement ou en totalité issu de l’article de Wikipédia en allemand intitulé « Georg Simon Löhlein » (voir la liste des auteurs).